# Jacques Poulin
Jacques Poulin (* 23. September 1937) ist ein frankokanadischer Schriftsteller aus der Provinz Québec.

## Leben und Wirken
Poulin studierte Psychologie an der Université Laval in der Stadt Québec. Er arbeitete zunächst als Übersetzer und universitärer Tutor, ehe ihm der Erfolg mit seinem Zweitlingswerk Jimmy erlaubte, von der Schriftstellerei zu leben.
Sein wahrscheinlich erfolgreichstes Buch ist der Roman Volkswagen Blues, in dem die Verbindung zwischen der frankokanadischen Geschichte und der des gesamten nordamerikanischen Kontinents thematisiert wird.
Poulin lebte lange Zeit in Paris, bevor er wieder nach Québec zurückkehrte.

## Werke
- Mon cheval pour un royaume. 1967
- Jimmy. 1969
- Le cœur de la baleine bleue. 1970
- Les grandes marées. 1978
- Volkswagen Blues. 1984
  - deutsch: Volkswagen Blues, München 2020, übersetzt von Jan Schönherr
- Faites de beaux rêves. 1988
- Le vieux chagrin. Leméac & Actes Sud, 1989
  - Ausschnitt: Die Katze „Kummer“, in Anders schreibendes Amerika. Hrsg. Lothar Baier u. a. Das Wunderhorn, Heidelberg 2000, S. 112–118
- La tournée d'automne. 1993
- Chat sauvage. 1998
- Les yeux bleus de Mistassini. 2002
- La traduction est une histoire d’amour. 2006